# وست بردفورد، لانکاشر
وست بردفورد (به انگلیسی: West Bradford) یک روستا و محله مدنی در بریتانیا است که در Ribble Valley واقع شده‌است. وست بردفورد ۷۸۸ نفر جمعیت دارد.